# Skärp m/1819-1931

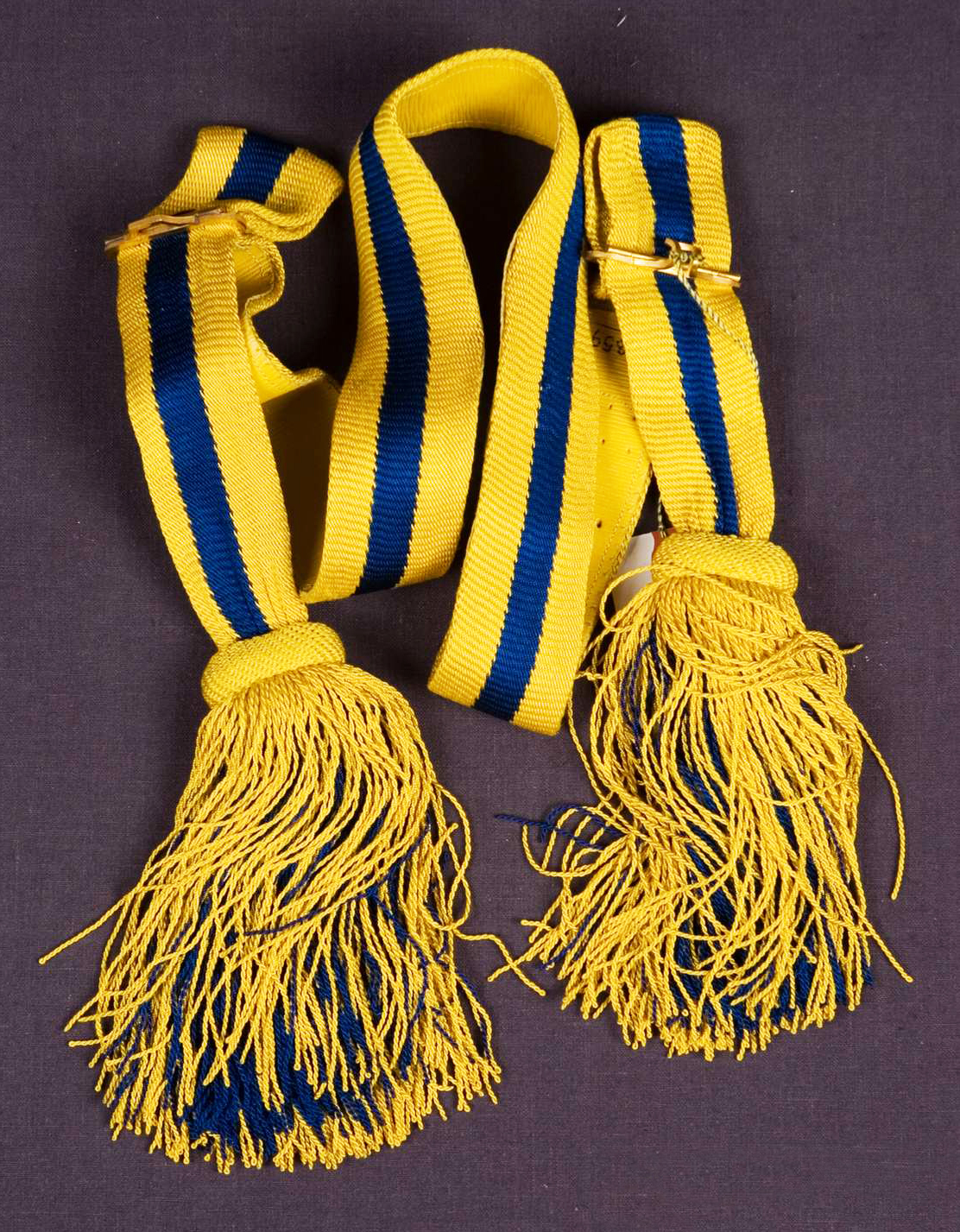
Skärp m/1819-1931.

Skärp m/1819-1931 är en livrem som används inom Försvarsmakten.

## Utseende
Skärpet består av en 50 mm brett gult redgarn med en bred mellanblå rand samt foder av naturellt skinn, och är försedd med två tofsar i samma färger. Skärpet knäpps med två guldfärgade spännen vilka också reglerar längden.
Det som främst skiljer detta skärp ifrån skärp m/1819-1829 är själva tofsarnas fäste och tjocklek, där denna modell är enklare.

## Användning
Skärpet bärs på framsidan mellan vapenrockens två nedersta knappar, på sidorna nedfört i sidhakar och på ryggen ovanför de två översta ryggknapparna. Skärp med tofsar bärs med spännen och de två tofsarna på vänster sida samt med den bakre dubbelvikta delen instoppad i den främre. Skärpdelen mellan spännen och tofsar får vara högst 150 mm. Skärp bärs inte under eller utanpå kappa.
Skärp m/1819-29 används än idag av specialistofficerare av graden 1:e sergeant och fanjunkare till vapenrock m/1886 och vapenrock m/1895 vid liten och stor parad.
Regementsofficerare av graden major, överstelöjtnant och överste bär idag skärp m/1817. Kompaniofficerare av graden fänrik, löjtnant och kapten samt specialistofficerare av graden förvaltare och regementsförvaltare bär idag skärp m/1819-1829